# Маминское
Ма́минское — село в Каменском районе Свердловской области России. Входит в Каменский муниципальный округ.
Ранее было центром Маминского сельсовета Каменского района.

## География
Село Маминское находится в 30 километрах (в 35 километрах по дорогам) к западу от города Каменска-Уральского и в 90 километрах к юго-востоку от Екатеринбурга, на правом берегу реки Исети, в устье правого притока —реки Габиевки. Выше по течению Исети расположен бывший Шилово-Исетский рудник — родина первого добытого золота в России.

## История
Основано в конце XVII века. Вероятно, название села возникло от фамилии Маминых (в честь священника Василия Игнатьевича Мамина), которые переселились сюда с берегов реки Реж — из деревни Никоновой — примерно в 1682 году. Спустя несколько поколений, в семье их потомков родился знаменитый уральский писатель Дмитрий Наркисович Мамин-Сибиряк (настоящая фамилия Мамин). Первое название деревни — Рябиновка. В списке населённых пунктов Камышевской слободы 1686 года значится уже как деревня Мамино.
24 июля 1709 года Маминское было сожжено башкирами.
Со второй половины XIX века село Маминское переживало так называемую «золотую лихорадку». Значительная часть жителей в то время занималась промывкой золота. В селе было много купцов, работало кожевенное производство, несколько мельниц.
1 марта 1876 года участник сражения на Шипке, И. Е. Скороходов открыл земский фельдшерский пункт. 29 января 1905 года появилась первая акушерка села А. А. Бурцева, а первой оспопрививательницей с 1893 по 1908 год была Мылова.
В 1845 году в Маминском открыли школу, в 1876 году реорганизовали в земское училище. В 1908 году открылась библиотека. В 1902 году возникло кредитное товарищество, принявшее два потребительских общества. До революции в Маминске проходили ежегодно две ярмарки: с 15 августа и с 15 ноября. Каждую субботу устраивали базар.
В революцию 1917 года эсер Санников, большевики матросы И. Д. Кожин, М. Д. Никонов, Я. М. Неуймин, С. А. Кралин выдержали борьбу с местными богачами. 12 декабря 1917 года возникал партийная ячейка и был избран волостной совет во главе с И. Д. Кожиным. Белые в июле 1918 года убили М. Д. Никонова, сожгли живьем С. А. Кралина (председателя Шиловского сельсовета) и многих других маминцев. И. Д. Кожин стал помощником командующего третьей Красной Армии, за что в 1937 г. был вместе с Я. М. Неуйминым репрессирован.
С 1 октября 2017 года упразднён Маминский сельсовет согласно областному закону N 35-ОЗ от 13 апреля 2017 года.

### Золотодобыча
Золото начали добывать с 1891 года, когда отрабатывались золотоносные россыпи по реке Сосновке и логу Курай. Золотоносные россыпи отрабатывались около 5-6 лет. К 1933—1944 годам на площади Маминского золоторудного месторождения выявлено большее количество кварцевых жил, которые отрабатывались карьерами, шурфами и шахтами до уровня грунтовых вод (35-40 метров). Для разработки месторождения был образован Маминский прииск треста «Уралзолото».
Добываемая золотокварцевая руда поступала на уральские медеперерабатывающие заводы в качестве флюсов, а изменённые вмещающие породы перерабатывались на бегунной фабрике. Отрабатываемые кварцевые жилы имели небольшие мощности (0,3—0,8 м). В 1948 году шахты на Маминском золоторудном поле были закрыты, оставшиеся запасы переведены в забалансовые.
Вновь интерес к месторождению возник в конце 1990-х годов. В 2000-х годах Маминское золоторудное месторождение отрабатывалось ЗАО «Маминская Горнорудная Компания» методом подземного выщелачивания. Для этого на площади месторождения были пробурено огромное число скважин, в которые закачивался «рабочий» раствор. В 2013 году компания «Полиметалл» подписала соглашение о покупке ЗАО «Маминская Горнорудная Компания» для последующей разработки Маминского месторождения с помощью кучного выщелачивания. Но уже в конце 2014 года работы на месторождении были свернуты, а само месторождение законсервировано.

## Население
| 1869 | 1904  | 1908  | 1926  | 2002  | 2010  | 2021  |
| ---- | ----- | ----- | ----- | ----- | ----- | ----- |
| 1709 | ↗2338 | ↘2316 | ↗2362 | ↘1324 | ↘1173 | ↘1009 |

Структура
По данным Всероссийской переписи населения 2002 года, русские составляли 95 % сельчан. По данным переписи населения 2010 года, в селе проживали 1173 человека — 532 мужчины и 641 женщина.

## Инфраструктура
Через село проходит трасса на село Сосновское. Дорога на юго-запад ведет в деревню Давыдову, а дорога на север — в деревню Шилову. Центральная и самая длинная улица села — Ленина — вытянулась вдоль Исети почти на 3,5 километра. Ещё одна протяжённая улица — Советская — уходит от Исети вдоль речки Габиевки на 2 километра. Всего в селе 8 улиц.
| Список улиц | Список улиц | Список улиц  |
| #           | Тип         | Название     |
| ----------- | ----------- | ------------ |
| 1           | улица       | Декабристов  |
| 2           | улица       | Карла Маркса |
| 3           | улица       | Ленина       |
| 4           | улица       | Лесная       |
| 5           | улица       | Советская    |
| 6           | улица       | Свердловская |
| 7           | улица       | Фурманова    |
| 8           | улица       | Чапаева      |

Есть автомобильный мост через Исеть. Проведено электричество. Подключено к центральному газоснобжению. Интернет не подключён. Есть доступ к сотовой связи. Работают продуктовые и хозяйственные магазины. В селе есть детский сад, школа, центр культуры, библиотека, своя пекарня.
На речке Габиевке, в центре села, образован пруд. Плотина была построена в 1965 году, позднее плотину несколько раз размывало и её несколько раз восстанавливали. Восстановленная в 1968 году дамба функционирует до сих пор. Слив воды из пруда образует небольшой водопад.
Рядом находятся городские детские лагеря: «Дружба» и «Исетские зори».

## Транспорт
Дважды в сутки через село проходит пригородный автобус по маршруту № 102 (Каменск-Уральский — Сосновское), дважды пригородный автобус по маршруту № 111 (Каменск-Уральский — Старикова). Ближайшая железнодорожная станция Перебор находится в 17 километрах к северо-востоку от села.

## Церковь Архангела Михаила
В XVIII веке возведена первая деревянная церковь, построенная под руководством священника В. И. Мамина. Позднее, в XIX веке, на месте деревянного началось строительство каменного храма на средства прихожан. Был заложен в ознаменование победы в Отечественной войне 1812 года, позднее около Храма установили монумент Александру II Освободителю в честь отмены крепостного права. Строительство было завершено к 1871 году, является ярким образцом церковных построек в формах эклектики. Главный храм во имя Архангела Михаила, освящен 8 ноября 1835 года. Правый придел во имя мучеников Флора и Лавра, освящен 18 августа 1871 года. Левый придел во имя свт. Митрофана, епископа Воронежского, освящен 23 ноября 1876 года.
С разрешения Епархиального начальства в 1890 году пределы и колокольня подверглись капитальной перестройке. Именно тогда и началось строительство храма, стены которого сохранились до наших дней. Каждый трудоспособный прихожанин должен был отработать по 5-6 дней на строительстве. Поскольку Маминское славилось качественной глиной, возводили церковь из местного кирпича, кустарное производство которого наладили местные умельцы. Работы под руководством священника П. А. Левицкого закончились к 1900 году. Теперь в церкви было три предела и шесть куполов, две висячих лестницы, сорок четыре изящно зарешеченных окна и восемь дверей. Вход украшали мраморные ступени. Храм был обнесен каменной стеной, а ворота выложены из кирпича. Храм был расписан иконописцем Ивановым из Екатеринбурга. В южном пролёте колокольни размещалось семь колоколов.
Закрыта в 1937 году.
Вновь приход был открыт в 1991 году, а с 1993 года начались восстановительные работы, был отремонтирован только один придел — во имя Флора и Лавра, начались службы. В июле 2012 года установлены новые купола.
Церковь является объектом культуры областного значения. Решением Совета народных депутатов № 75 от 18 февраля 1991 года находится под государственной охраной. Номер памятника культурного наследия 6600000857.

## Известные люди
- Герой Советского Союза Виктор Степанович Чергин
- Художница Магдалина Константиновна Мавровская